# 馬斯喀特和阿曼蘇丹國
馬斯喀特和阿曼蘇丹國（英語：Sultanate of Muscat and Oman，阿拉伯语：‎）是阿曼帝國於1856年分裂後，位於阿曼本土的政權。十九世紀後半，英國在當地的影響力劇增，到了十九世紀末馬斯喀特和阿曼蘇丹國已實質上淪為英國保護國。統治王朝是布賽義德王朝（Al Bu Said），首都位於馬斯喀特。
1856年，隨著蘇丹賽義德·本·蘇丹去世，阿曼帝國分裂為本土的馬斯喀特和阿曼蘇丹國以及非洲東岸的尚吉巴蘇丹國。英國於十九世紀時在波斯灣建立停戰諸國體系，馬斯喀特和阿曼蘇丹國本身也被納入停戰諸國的一環；阿曼的沿海地區逐漸落入英國控制。內陸方面，已統治阿曼內陸數世紀之久的阿曼伊瑪目國不認可蘇丹的統治權而起兵叛亂，直到在1920年的錫布條約中，馬斯喀特和阿曼蘇丹泰穆爾·本·費薩爾同意阿曼伊瑪目國的自治權。然而泰穆爾之子，賽義德·本·泰穆爾繼位後，在英國支持下計畫入侵內陸的伊瑪目國，1954年綠山戰爭（Jebel Akhdar War）爆發，最終賽義德·本·泰穆爾取得勝利，阿曼伊瑪目國解散。
1963年，佐法爾解放陣線（Dhofar Liberation Front，DLF）在阿曼西南部的佐法爾省起義，佐法爾戰爭爆發。1970年賽義德·本·泰穆爾之子卡布斯·本·賽義德發動政變篡位，將國號改為阿曼蘇丹國，開始阿曼現代化的改革。